# Holsteiner (caballo)

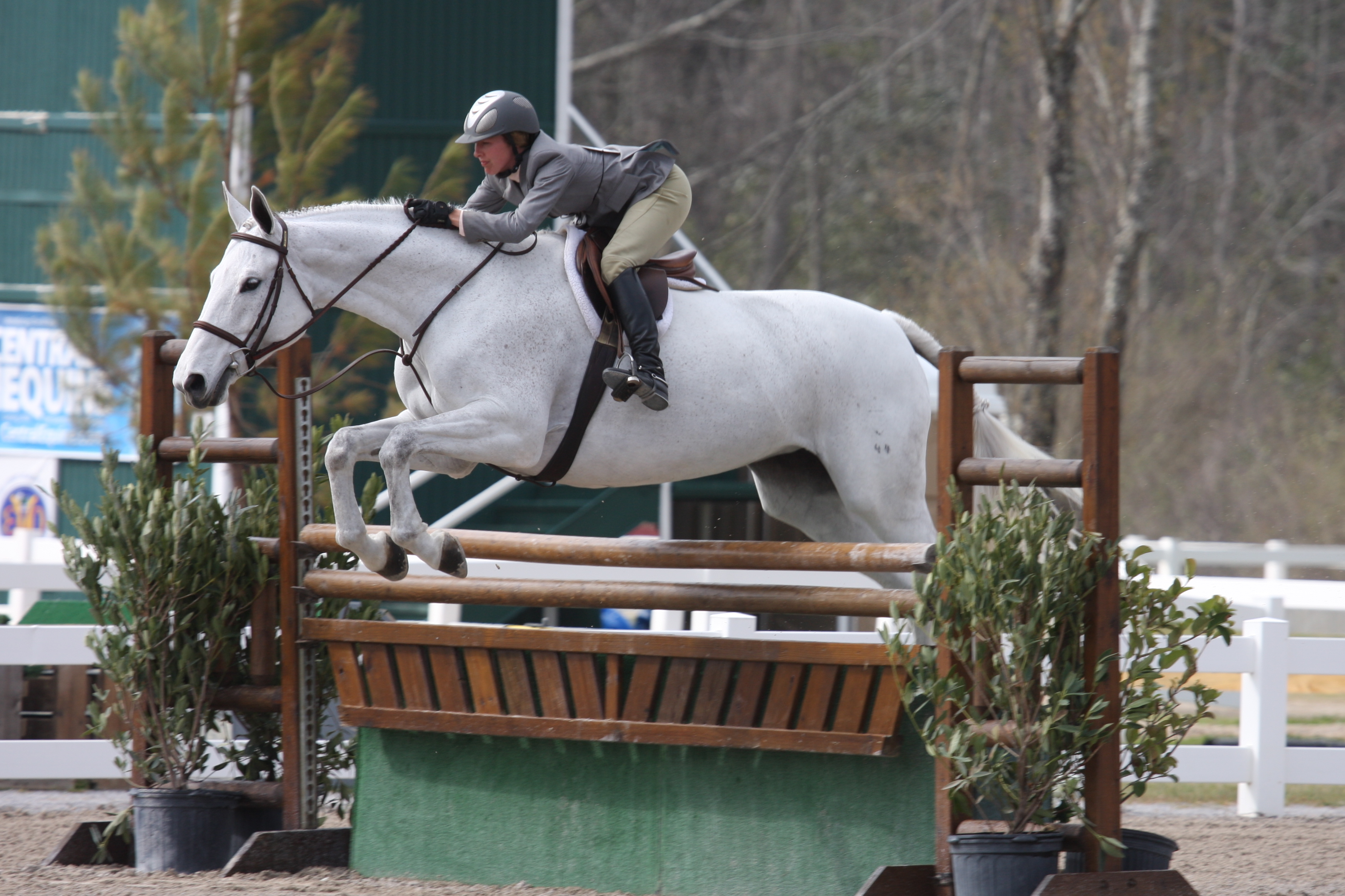
Un Holsteiner en un recorrido de caza americana.

La raza de caballos Holsteiner es originaria de Schleswig-Holstein en el norte de Alemania. Se la considera una de las razas más antiguas de sangre tibia (warmblood), remontándose sus orígenes al siglo XIII. Aunque sus efectivos no sean numerosos, los holsteiners tienen una presencia destacada en las competiciones deportivas de alto nivel en las disciplicinas de salto, doma clásica, concurso completo y enganche.

## Historia

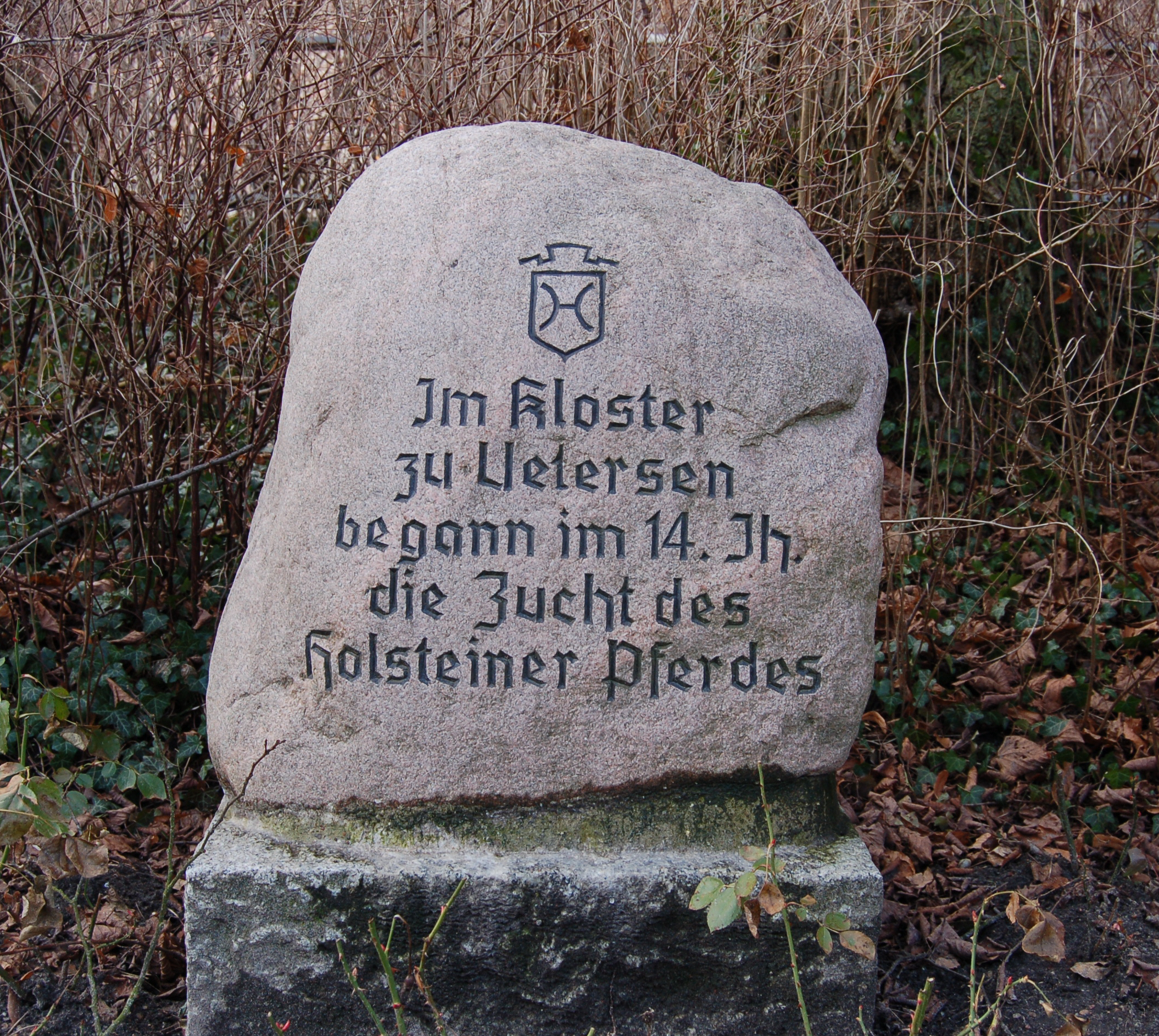
"La cría de los caballos Holsteiner comenzó en el siglo XIII en el monasterio de Uetersen."

La primera documentación de la raza data de 1225 cuando Gerhard I, conde de Schleswig Holstein y Stromarn, concedió al monasterio de Uetersen el derecho de criar caballos en una finca de su condado en Pinneberg. Los archivos de este monasterio son los primeros documentos de origen de los caballos holsteiner. El conde Christian I (1460-1481) estableció la primera normativa oficial de la raza.
Durante siglos, los holsteiners tuvieron un uso mixto para montura, enganche e incluso labor agrícola. Los criadores de Holstein introducían liberalmente las líneas de sangre externas que creían podía contribuir a producir el tipo de caballo que en cada momento demandaba el mercado. Así, en los siglos XVI y XVII, la aportación de sangres española y napolitana fue importante para la formación del holsteiner como caballo de guerra que se demandaba entonces. A mediados del siglo XX los responsables de la cría del holsteiner decidieron aligerar estos caballos, cuyo uso era ya exclusivamente deportivo por la mecanización generalizada en Alemania de las tareas agrícolas, mediante la introducción de sementales de pura sangre inglés. Ente ellos destacó Ladykiller, nacido en Inglaterra en 1961, a quien junto con su hijo Landgraf I y otros sementales como Cor de la Bryère y Cottage Son, se les puede considerar las bases del holsteiner moderno.
Hoy en día, por el contrario, los criadores de holsteiner apenas utilizan aportes extraños a la raza.

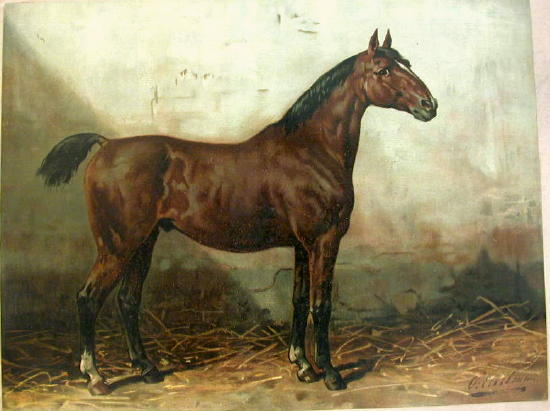
Esta litografía de 1898 de un Holsteiner castaño muestra sus cualidades para el enganche, incluida la cola cortada.

## Características de la raza
Según el reglamento de la Federación de Criadores de Caballos Holsteiner ("Verband der Züchter des Holsteiner Pferdes") el holsteiner tiene que ser atlético, con mucha expresión, dotes ideales para el deporte de salto de obstáculos, pero también para la doma clásica y el concurso completo. Junto a esto debe ser equilibrado y de buen carácter, y a la vez estar siempre activo y listo para el trabajo.
Son caballos de talla media, con una altura de entre 1,63 y 1,73 metros en la cruz. Los sementales aprobados deben medir al menos 1,73 y las yeguas, 1,57 metros. El cuello ha de ser arqueado y de inserción alta. La grupa, muy poderosa. En sus orígenes, su perfil era convexo o acarnerado y la cabeza grande. Hoy estos rasgos se han perdido con las aportaciones de sangre inglesa y las cabezas son pequeñas, de perfil recto y con ojos grandes y expresivos
La apariencia general debe ser de un marcado atleticismo.
La forma más sencilla de identificar a un holsteiner es por su hierro, una hache dentro de un escudo coronado, que se coloca en el anca izquierda (el hannoveriano se marca también con una hache, pero distinta y sin escudo ni corona).

El hierro Holsteiner.

### Aires
Los Holsteiners deben tener trancos amplios y elásticos, con impulsión originada en la grupa que se transmite a través de un lomo musculado.  Su movimiento retiene parte de los rasgos de sus ancestros de tiro. El galope, que debe ser ligero, suave, equilibrado y dinámico, es el mejor aire del holsteiner.

### Salto
La principal virtud del holsteiner es su aptitud para el salto. Los antiguos holsteiner pesados tenían potencia y cubrían mucho terreno, pero eran descuidados y lentos. Las mejoras en la cría en los años 50 y 60 del siglo XX eliminaron estos defectos sin detrimento alguno de sus cualidades. 

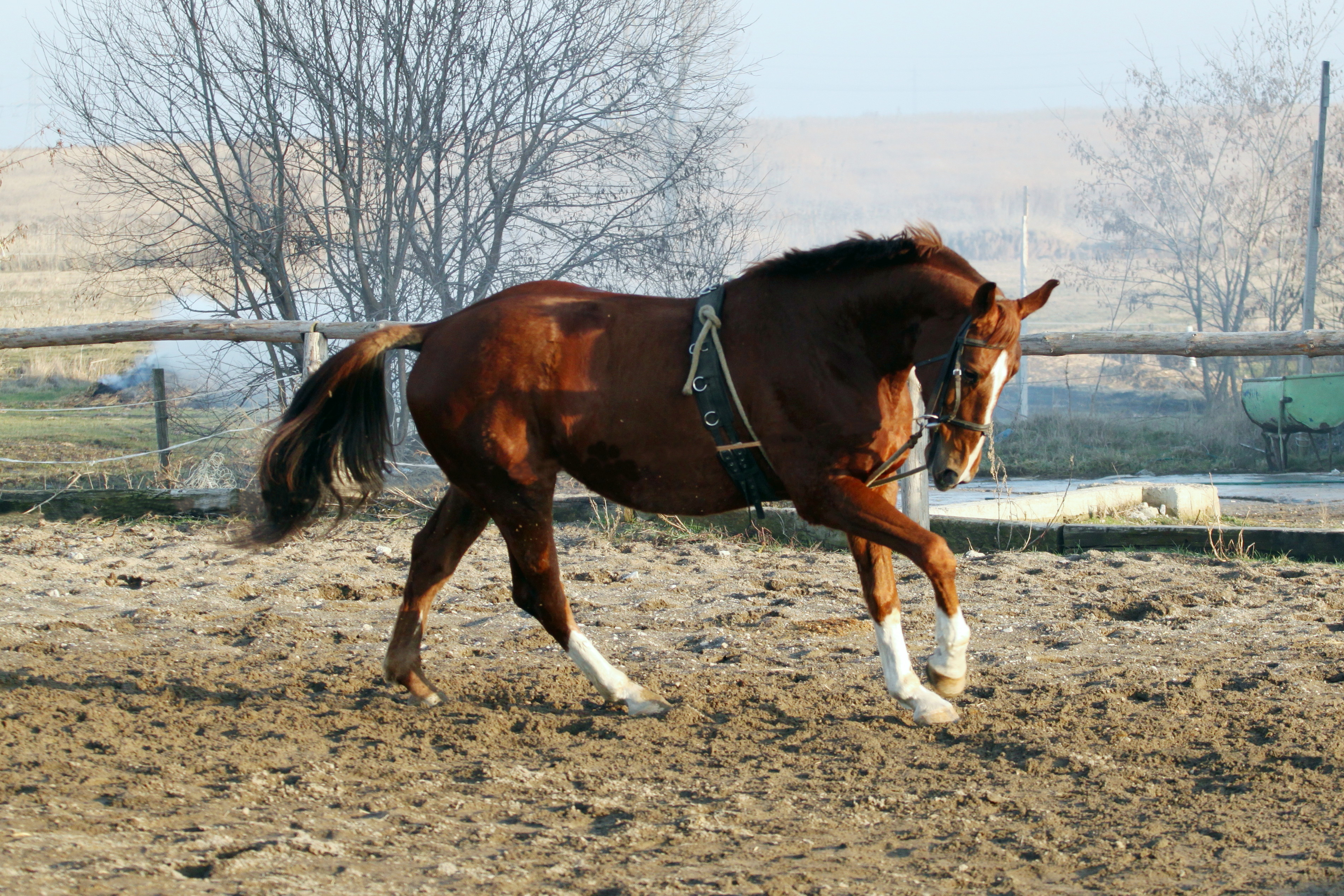
Holsteiner trabajando en libertad con riendas de atar

### Capas
Como en otras razas de caballos de las regiones vecinas de Oldenburg, Groningen y Frisia, las capas más frecuentes son oscuras: negro, castaño y castaño oscuro y con pocas marcas, aunque también se dan con frecuencia ejemplares alazanes y tordos. Para la Federación de Criadores de Caballos Holsteiner las capas pías, palomino o bayo no son deseables.

### Carácter
Para muchos, especialmente sus criadores, los holsteiners son equilibrados, calmados, fiables y valientes.  Algunos críticos de la raza opinan, por el contrario, que la selección concentrada en la capacidad de salto ha conseguido efectivamente grandes saltadores pero a costa de hacerlos difíciles de montar.

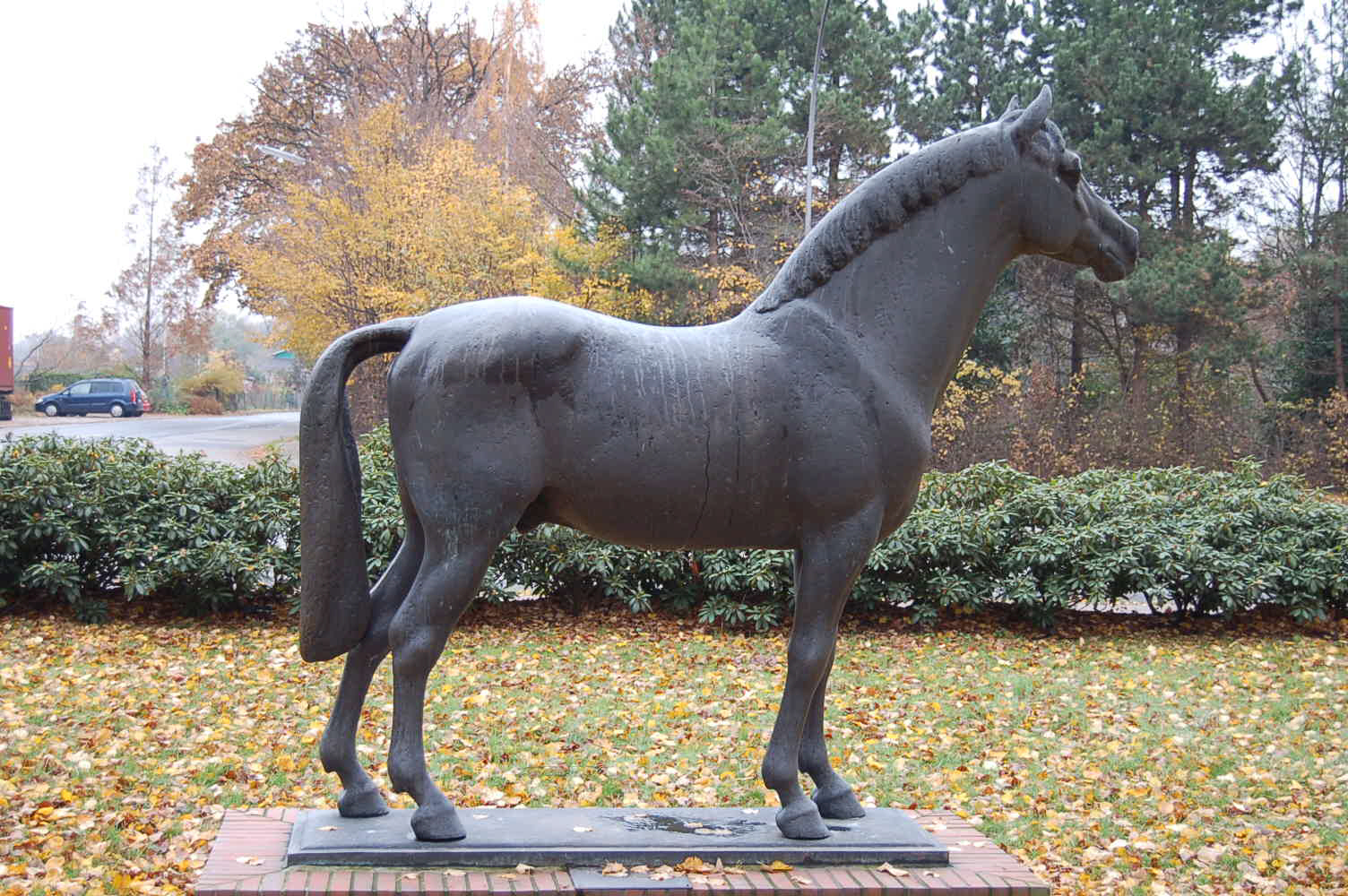
Esta escultura del hijo de Ladykiller, Landgraf, se alza en Elmshorn.

## Resultados deportivos
Aunque los holsteiners representan sólo el 6% de la población europea total de caballos, están presentes en una gran proporción entre los campeones del deporte, en particular en las competiciones de salto. También hay muchos holsteiners entre los mejores caballos de doma, concurso completo y enganche.

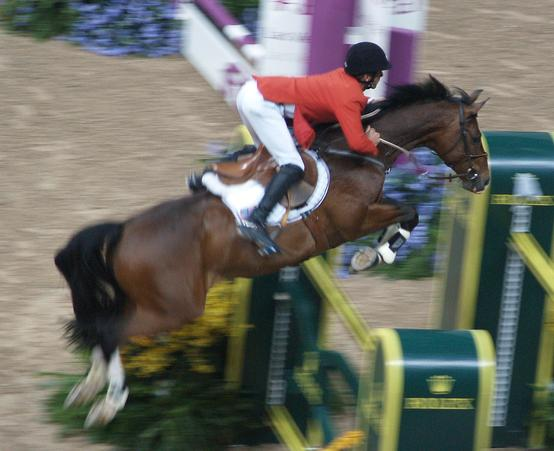
Cristallo, holsteiner castrado castaño en la Copa del Mundo de salto de la FEI

En 2010 la raza holsteiner ocupó el segundo lugar en el ranking de salto por libros de orígenes publicado por la Federación Mundial de Criadores de Caballos de Deporte (WBFSH en sus siglas en inglés), el sexto en doma clásica y el décimo en concurso completo.
Los holsteiners han obtenido un gran número de medallas en los Juegos Olímpicos. Por citar sólo las de oro: Cedric y Carlsson vom Dach (Pekín 2008), Fein Cera (Atenas 2004), Dobels Cento (Sídney 2000), Classic Touch (Barcelona 1992), Orchidee (Seúl 1988), y Robin y Trophy (Munich 1972) en salto; Granat (Montreal 1976) y Montevideo (Los Ángeles 1984) en doma clásica; y Marius (Pekín 2008) en concurso completo.

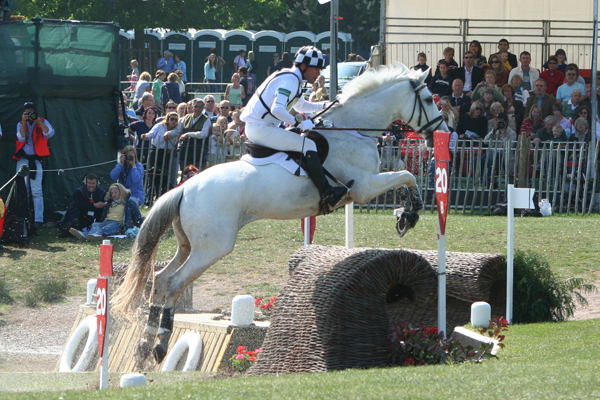
Aquí en Bádminton en 2007, el holsteiner Marius y su jinete Hinrich Romeike consiguieron la medalla de oro de concurso completo en los Juegos Olímpicos de Pekín de 2008.

- Wikimedia Commons alberga una galería multimedia sobre Holsteiner.